# Abominación (Biblia)
Abominación (del latín abominatio, verbo abominari "deprecar un mal presagio") es el término empleado para traducir diferentes términos hebreos usados en la Biblia: shiqquwts, shiqqûts y sheqets (formas derivadas de shâqats), y תֹּועֵבָה tōʻēḇā, to'ba (nombres) o ta'ab (verbo). Según el DRAE una abominación es tanto algo abominable como la acción y efecto de abominar; y este verbo significa condenar y maldecir a alguien o algo por considerarlo malo o perjudicial, sinónimo de aborrecer.
Las palabras bíblicas que suelen traducirse como abominación no siempre significan eso en los textos bíblicos (el sentido de excepcionalidad moral), sino que significa usualmente lo que está prohibido según la ley religiosa (especialmente sheqets). Lingüísticamente, en esos casos, puede estar cercano al significado del término polinesio tabú (taboo o tapu), que se emplea para lo que no debe ser comido o tocado, lo que está prohibido, a veces como delito capital; y que es un término muy utilizado por la antropología y la psicología (Sigmund Freud, en Tótem y tabú). La palabra hebrea que más a menudo se traduce como abominación para denotar graves ofensas morales es Tōʻēḇā. El término shiqquwts es traducido por abominación en casi todas las traducciones de la Biblia al inglés; mientras que palabras similares (sheqets y shâqats) se usan casi exclusivamente para violaciones del estricto código dietético del Antiguo Testamento. El término hebreo más utilizado , aunque diferente, tōʻēḇā, también se traduce como "abominación" en la traducción más común en inglés (King James versión autorizada), y algunas veces en la New American Standard Bible (NASB). Muchas versiones modernas en inglés (New International Version -NIV- y New English Translation -NET-) la traducen como "detestable". Se usa ante todo para denotar idolatría, y en muchos otros casos se refiere a cosas inherentemente malas, como el sexo ilícito, la mentira, el asesinato, el engaño, etc., así como para las comidas impuras. como animales limpios e inmundos
Otra palabra que puede significar "lo que es aborrecido" es zâ‛am. Hay otras palabras hebreas menos usadas con un sentido similar, así como términos griegos.